# Риболовлєва Катерина Михайлівна
Катерина Михайлівна Рубцова (в шлюбі Риболовлєва, 1907—1996) — радянська працівниця сільського господарства, доярка колгоспу «Ударник» Нолінського району Кіровської області, Герой Соціалістичної Праці (1958).

## Біографія
Народилася в 1907 році в селі Мазані Нолінського повіту Вятської губернії (нині не існує, територія Нолінського району Кіровської області) в родині Михайла Назаровича (вчителя і бібліотекаря) і Ганни Федорівни, родом із селянської родини. Була старшою дочкою серед восьми дітей.
З дитячих років і до виходу на пенсію працювала в сільському господарстві. В юності одружилася з Михайлом Риболовлєвим. Разом вони жили і працювали в Чураковській комуні. Після розпаду комуни Катерина перейшла на ферму колгоспу «Початок» (згодом «Ударник»), а Михайло став колгоспним рахівником. До війни народила п'ятеро дітей, але в живих залишилася одна дочка — Галина, яка набула інвалідність, впавши в силосну яму, розташовану на фермі. Чоловік Катерини Михайлівни загинув під час Другої світової війни, а вона продовжила працювати дояркою.
Рубцова була першою в Кіровській області дояркою, яка домоглася п'ятитисячних надоїв на кожну з закріплених за нею корів. Неодноразово була учасницею ВСГВ і ВДНГ СРСР. За 20 років роботи дояркою вона збільшила надій від корови з 1250 кг до 5000 кг.
З 1960 року К. М. Рубцова-Риболовлєва жила на станції Оверята Пермської області, переїхавши на пенсії до дочки. Померла в 1996 році.
Була авторкою нарису «За 4500 литров молока от коровы в год». − Киров, Книжное издательство, 1957.

## Нагороди
- Указом Президії Верховної Ради СРСР від 24 квітня 1958 року Рубцовій Катерині Михайлівні присвоєно звання Героя Соціалістичної Праці з врученням ордена Леніна і золотої медалі «Серп і Молот»[1].
- Також нагороджена медалями СРСР, серед яких золота, срібна і дві бронзові медалі ВДНГ.